# Једњачки жлеб
Једњачки (ретикулатни, езофагеални, лат. sulcus oesophagus) жлеб се пружа од кардије по унутрашњем зиду мрежавца, јасно ограничен са два мишићна набора, у виду усана.
То је продужетак једњака који се спушта преко медијалног зида ретикулума до ретикуло-омазусног отвора. Спољашњи зид ретикуларног жлеба делимично је грађен од попречно-пругасте мускулатуре једњака. Ово доводи до чврсте повезаности између покрета једњака и поменутог жлеба при гутању. Слузокожа овог жлеба слична је слузокожи једњака.

## Начин функционисања
Код младих животиња усне овог жлеба се затварају рефлексно и граде цев за време сисања (слично гуменом цреву пресеченом уздуж и мало спирално увијеном, налик на вадичеп). То обезбеђује директан проток млека из једњака, преко езофагеалног жлеба и канала листавца у сириште, чиме се мимоилази бураг и избегава микробна ферментација млека. Млеко, као лако сварљива намирница, нема потребе да се задржава у бурагу и ферментира, посредством бактерија. Ово је посебно значајно при исхрани колострумом и ресорпцији интактних колостралних имуноглобулина.
Затварање усана једњачког жлеба је урођени (безусловни) рефлекс који настаје чим започне сисање и буду надражени рецептори у устима и ждрелу. 
Иако је ово урођени рефлекс, јачина и дужина овог рефлексног затварања жлеба зависе од:
- физичких својстава хране
- хемијских својстава хране
- старости животиња
- начина узимања течности